# Козлы-Коничи
 Козлы-Коничи  — деревня в Свечинском районе Кировской области.

## География
Расположена на расстоянии примерно 13 км по прямой на восток от районного центра поселка Свеча недалеко к северу от железнодорожной линии Свеча-Котельнич.

## История
Деревня по местным данным образовалась в 1667 году, упоминается с 1802 года как починок Сухоречинской с 6 дворами,в 1873 году здесь (Сухоречинский или Козловы)дворов 22 и жителей 185, в 1905 (Сухоречинский или Козлы) 26 и 290, в 1926 (деревня Коничи-Козлы или Конычи 1-е, Сухоречинский, Козлы) 38 и 214, в 1950 39 и 112, в 1989  18 жителей. Настоящее название утвердилось с 1939 года. В 2006-2010 годах находилась в составе Шмелевского сельского поселения, в 2010-2019 Свечинского сельского поселения.

## Население
Постоянное население составляло 2 человека (русские 100%) в 2002 году, 0 в 2010.